# Apterygium rotundifolium
Apterygium es un género monotípico de musgos hepáticas perteneciente a la familia Amblystegiaceae. Su única especie es: Apterygium rotundifolium.

## Taxonomía
Apterygium rotundifolium fue descrita por (Scop. ex Brid.) Kindb. y publicado en Revue Bryologique 12: 30. 1885.
Sinonimia
- Eurhynchium rotundifolium (Scop. ex Brid.) Milde
- Hypnum confertum var. rotundifolium (Scop. ex Brid.) Brid.
- Hypnum rotundifolium Scop. ex Brid.
- Pancovia rotundifolia (Scop. ex Brid.) Pire
- Rhynchostegium rotundifolium (Scop. ex Brid.) Schimp.